# HD 142022 Ab
HD 142022 Ab는 항성 HD 142022 A 주위를 도는, 2005년 에겐베르거 연구진이 시선 속도법을 이용하여 발견한 외계 행성이다. 모항성이 행성의 중력 때문에 떨리는 현상을 이용하여 발견했다(Ab는 이 행성이 항성계 중 밝은 쪽인 A 옆에서 돌고 있음을 표시하기 위함이다) 항성으로부터의 거리는 지구에서 봤을 때 81.6 밀리초 각이며 지구와 이 별과의 거리를 고려할 때 실제 간격은 약 3 천문단위일 것이다. 행성이 별을 한 바퀴 도는 데 걸리는 시간은 대략 1,928일 또는 5.28년이다. 공전주기가 긴 행성들에서 보편적으로 나타나는 현상과 마찬가지로, b 역시 이심률이 53±20 퍼센트로 매우 크다.

## 같이 보기
- HD 141937 b
- HD 142415 b

## 참고 문헌
- (영어) Eggenberger 연구진 (2006). “The CORALIE survey for southern extrasolar planets XIV. HD 142022 b: a long-period planetary companion in a wide binary”. 《Astron. & Astrophys.》 447: 1159–1163.